# Carios clarki
Carios clarki är en fästingart som beskrevs av Jones och Clifford 1972. Carios clarki ingår i släktet Carios och familjen mjuka fästingar.
Artens utbredningsområde är Nicaragua. Inga underarter finns listade.